# Акантозис нигриканс
Акантозис нигриканс (на латински: Acanthosis nigricans) е медицинско състояние, изразяващо се в хиперпигментация на кожата, при която кожата става кафява към черна, с уплътнена, подобна на кадифе структура. Обичайно се локализира в гънките на тялото като предните и страничните гънки на врата, подмишниците, пъпа, слабините, челото и други части, при които се получава триене.
Акантозис нигриканс условно се дели на доброкачествена и злокачествена форма, въпреки че може да се дели на синдроми според причината за поява:
- Доброкачествен – може да включва ендокринологични състояния, които са свързани със затлъстяване или унаследени,
- Злокачествен – ако е свързан с туморни продукти и инсулиноподобна дейност, или с тумор-некротизиращ фактор.

Типично се проявява при хора под 40 години, може да бъде генетично унаследено състояние и се асоциира със затлъстяване или ендокринно заболяване като хипотиреоидизъм, акромегалия, овариална поликистоза (синдром на поликистозните яйчници), инсулино-резистентен диабет или болест на Кушинг.
|  | Тази страница частично или изцяло представлява превод на страницата Acanthosis nigricans в Уикипедия на английски. Оригиналният текст, както и този превод, са защитени от Лиценза „Криейтив Комънс – Признание – Споделяне на споделеното“, а за съдържание, създадено преди юни 2009 година – от Лиценза за свободна документация на ГНУ. Прегледайте историята на редакциите на оригиналната страница, както и на преводната страница, за да видите списъка на съавторите. ВАЖНО: Този шаблон се отнася единствено до авторските права върху съдържанието на статията. Добавянето му не отменя изискването да се посочват конкретни източници на твърденията, които да бъдат благонадеждни. |